# Nalî

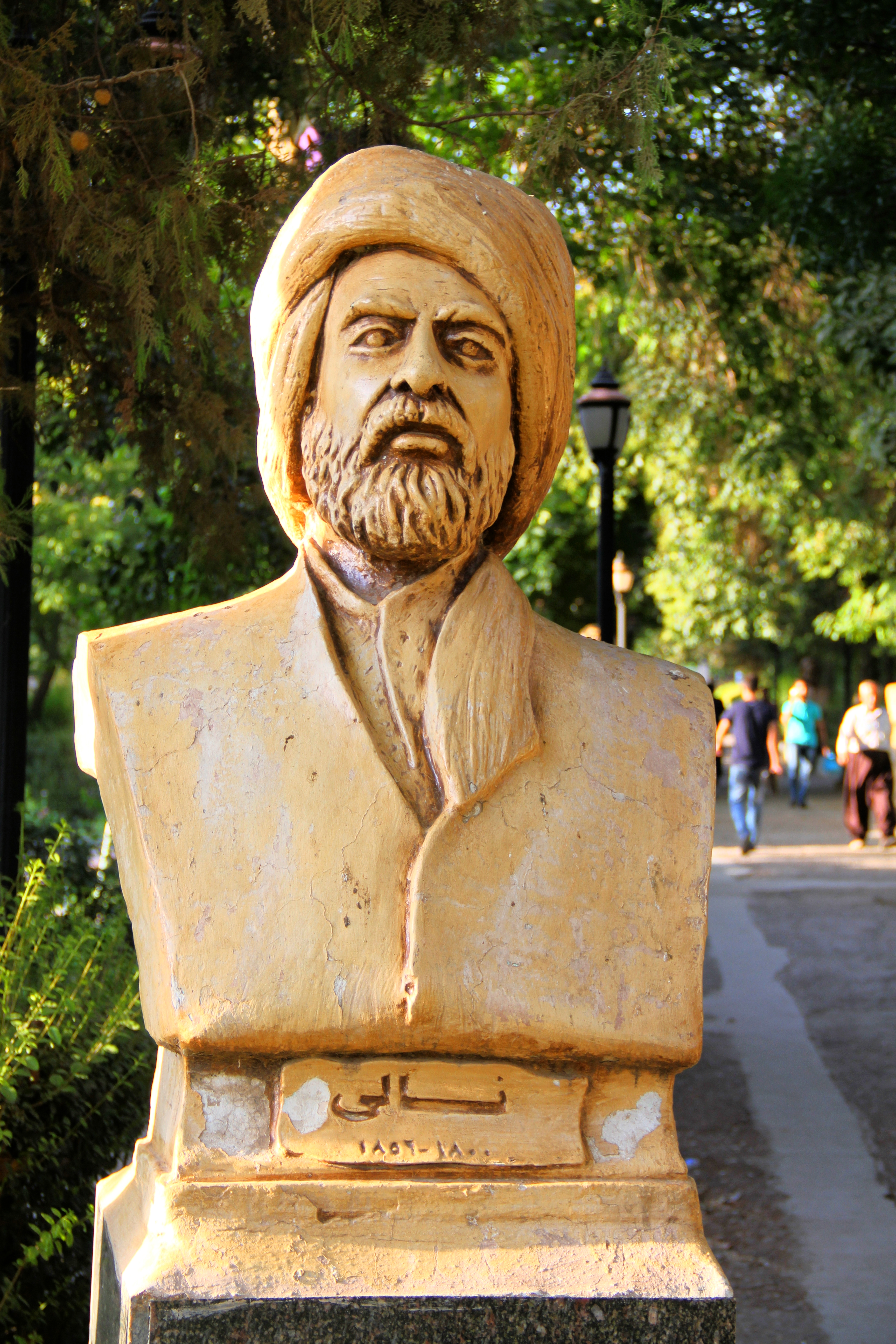
una escultura de Nali en Solimania

Nalî es una poeta kurda del siglo XIX. Su nombre real es Mala Khedr Shawaysi Mikayli. Es uno de los poetas kurdos más famosos. Nalî es conocido como el padre de la poesía de Sorani. Su poesía trata sobre el amor, el sufismo y la identidad kurda.

## Biografía
Nació en la tribu de Jaf, en la Provincia de Solimania, en la actual Kurdistán iraquí. Tuvo que abandonar su ciudad natal tras la invasión de los turcos. Fue a Siria y finalmente a Estambul. Nalî hablaba con fluidez kurdo, árabe y persa.